# اولگا ته
اولگا ته (روسی: Ольга Тё؛ ۵ مارس ۱۹۹۶) وزنه‌بردار اهل روسیه است.